# جاواسی
جاواسی (به انگلیسی: javac) که به صورتِ (به انگلیسی: javasee) یا «جاوَک»(به انگلیسی: javack) نیز تلفظ می‌شود، کامپایلرِ اولیه‌ٔ ارائه شده برای زبان برنامه‌سازی جاواست. این مترجم بخشی از کیت توسعه جاوا است که از سوی شرکت اوراکل ارائه می‌شود. این کامپایلر کدِ منبعِ براساسِ مشخصاتِ زبانِ جاوا را می‌پذیرد و بایت‌کد موردِ قبولِ ماشین مجازی جاوا را تولید می‌ کند. 
javac برنامه‌ایی خودنوشته به زبان جاوا نوشته شده است. این کامپایلر را می‌توان به صورت برنامه‌ایی نیز فراخوانی کرد. 

## تاریخچه
در ۱۳ نوامبر ۲۰۰۶، شرکت سان، ماشین مجازی جاوا و کیت توسعه جاوا را تحتِ اجازه‌نامه عمومی همگانی گنو منتشر کرد.  (بنگرید به صفحه‌ٔ «هات‌اسپات» اپن‌جی‌دی‌کای باز مربوط به سان). از نگارشِ ۰.۹۵ گنو کلاس‌پث، (یک پیاده‌سازی آزاد از کتابخانه کلاس جاوا)، امکانِ کامپایل و اجرای javac با استفاده از سامانه‌ٔ زمان‌اجرایِ «کلاس‌پث» را فراهم می‌کرد. 

## ببنید
- کامپایلر جاوا
- جاوا (زبان برنامه‌نویسی)
- سکوی جاوا
- اپن‌جی‌دی‌کا

## پیوند
- صفحه‌ٔ اپن‌جی‌دی‌کای «سان میکروسیستمز»
- مشخصاتِ ماشین مجازی جاوا
- JSR 199 درخواست مشخصات جاوا برای انتشار واسط برنامه‌نوسی کامپایلر جاوا برای زبان جاوا]